# Číslování železničních vozidel podle UIC
Popsaný způsob číslování železničních vozidel stanovila Mezinárodní železniční unie (UIC) svou vyhláškou a je platný pro všechny její členy. Každému železničnímu vozidlu (nákladnímu, osobnímu i hnacímu) přiřazuje jedinečné dvanáctimístné číslo, kterým je vozidlo identifikováno v provozu.
Dvanáctimístné číslo je tzv. „mluvící“ - slouží nejen k identifikaci vozidla, ale zároveň je členěno do skupin číslic, které nesou kódovaný význam. Tento článek se dále podrobněji zabývá určením čísla železničních vozů; označování hnacích vozidel je věnován samostatný článek Značení lokomotiv.
Pro označování osobních vozů platí vyhláška UIC 438-1, nákladních vozů UIC 438-2, hnacích vozidel UIC 438-3 a speciálních vozidel UIC 438-4.
Systém stanovený UIC byl převzat jako identifikace železničních vozidel v provozu v Evropské unii rozhodnutím Evropské komise, nejprve vydáním rozhodnutí z roku 2006, tzv. TSI - provoz a řízení dopravy, které v zemích Evropské unie plně vstoupilo v platnost v roce 2010. To bylo roku 2012 nahrazeno novým vydáním (již společným pro konvenční i vysokorychlostní systém), které formou změny přičleňuje problematiku k problematice registru vozidel, řešené jinými TSI (vynechává přitom některá ustanovení nesouvisející přímo s identifikací, především písmenná označení řad vozů).
Dvanáctimístné číslo je v terminologii TSI (2012) nazýváno evropské číslo vozidla (EVN), v předchozím vydání (2006) to bylo standardní číslo; vyhlášky UIC tyto pojmy neznají.

## Evropské číslo vozidla (EVN)

### Struktura čísla
Skupiny číslic se v textu oddělují mezerami (nebo pomlčkami, kde je tak určeno), přímo na vozech se číslo vyznačuje podle několika vzorů v předpisech uvedených. Hrubý přehled o významu skupin číslic a jeho historickém vývoji je následující:
| Počet číslic ve skupině | Terminologie TSI                       | Terminologie UIC (2004)       | Dřívější terminologie UIC                                | Poznámka                                                       |
| ----------------------- | -------------------------------------- | ----------------------------- | -------------------------------------------------------- | -------------------------------------------------------------- |
| 2                       | Typ vozidla a údaje o interoperabilitě | Schopnost interoperability    | Výměnný režim                                            |                                                                |
| 2                       | Země, kde je vůz registrován           | Země, kde je vůz registrován  | Vlastnická dráha nebo dráha, která zařadila soukromý vůz |                                                                |
| 4                       | Technické vlastnosti                   | Důležité technické vlastnosti | Typ vozu (u nákladních jen 3 číslice)                    | u osobních vozů se dělí do dvou dvoučíslí oddělených pomlčkou  |
| 3                       | Sériové číslo (000 až 999)             | Číslo v řadě (1000 čísel)     | Číslo v řadě (u nákl. 4 číslice ve skupinách 1+3)        |                                                                |
| 1                       | Kontrolní                              | Kontrolní                     | Kontrolní                                                | spočtená Luhnovým algoritmem z ostatních; odděluje se pomlčkou |

Poslední vydání vyhlášek UIC, v tabulce označené zjednodušeně jako verze „2004“, a následně i TSI respektují změny podmínek, kdy zařazování „soukromých vozů“ u jednotlivých členů UIC, tedy drah, bylo nahrazeno státní evidencí držitelů vozů s přidělováním kódu VKM. Ten se uvádí ve spojení s kódem země. Kód členské dráhy byl nahrazen právě kódem země, přičemž význam byl pokud možno zachován, a i členské dráhy obdržely VKM.
Sedmiciferné číslo složené z páté až jedenácté číslice musí jednoznačně identifikovat vozidlo uvnitř dané země a uvnitř jedné z těchto skupin: vozy, tažená vozidla pro cestující, hnací kolejová vozidla a speciální vozidla.

### 1. a 2. číslice: kódy způsobilosti pro interoperabilitu

#### Kódy způsobilosti pro interoperabilitu nákladních vozů (stav a terminologie podle TSI)
Jsou určeny tabulkou v příloze P.6 TSI. Ta odkazuje k úmluvě COTIF; zkratkou TSI je míněn „Soulad minimálně s TSI - kolejová vozidla“;„ostatní vozy“ jsou nikoliv TSI, nikoliv COTIF, nikoliv PPV.
U některých kódů se ponechává v platnosti označení vozů, které nesly podle stávajících předpisů v okamžiku nabytí účinnosti TSI.
Druhé číslice 1 a 2 jsou vyhrazeny pro vozy dosavadních národních železničních správ.
| Druhá číslice   | 0                         | 1                   | 2                   | 3                             | 4                             | 5                             | 6                             | 7                             | 8                             | 9                                                      |
| --------------- | ------------------------- | ------------------- | ------------------- | ----------------------------- | ----------------------------- | ----------------------------- | ----------------------------- | ----------------------------- | ----------------------------- | ------------------------------------------------------ |
| Rozchod         | neurčeno                  | pevný               | proměnný            | pevný                         | proměnný                      | pevný                         | proměnný                      | pevný                         | proměnný                      | neurčeno                                               |
| Použití         | neurčeno                  | mezin.              | vnitrost.           | mezin.                        | vnitrost.                     | mezin.                        | vnitrost.                     | mezin.                        | vnitrost.                     | neurčeno                                               |
| První číslice   |                           |                     |                     |                               |                               |                               |                               |                               |                               |                                                        |
| 0 - s nápravami | rezerva                   | TSI nebo COTIF vozy | TSI nebo COTIF vozy | nepoužito                     | nepoužito                     | nepoužito                     | nepoužito                     | nepoužito                     | nepoužito                     | Proměnný rozchod, PPV vozy                             |
| 1 - s podvozky  | Vozy používané v průmyslu | TSI nebo COTIF vozy | TSI nebo COTIF vozy | nepoužito                     | nepoužito                     | nepoužito                     | nepoužito                     | nepoužito                     | nepoužito                     | Proměnný rozchod, PPV vozy                             |
| 2 - s nápravami | rezerva                   | TSI nebo COTIF vozy | TSI nebo COTIF vozy | TSI nebo COTIF vozy, PPV vozy | TSI nebo COTIF vozy, PPV vozy | TSI nebo COTIF vozy, PPV vozy | TSI nebo COTIF vozy, PPV vozy | TSI nebo COTIF vozy, PPV vozy | TSI nebo COTIF vozy, PPV vozy | Pevný rozchod, PPV vozy                                |
| 3 - s podvozky  | rezerva                   | TSI nebo COTIF vozy | TSI nebo COTIF vozy | TSI nebo COTIF vozy, PPV vozy | TSI nebo COTIF vozy, PPV vozy | TSI nebo COTIF vozy, PPV vozy | TSI nebo COTIF vozy, PPV vozy | TSI nebo COTIF vozy, PPV vozy | TSI nebo COTIF vozy, PPV vozy | Pevný rozchod, PPV vozy                                |
| 4 - s nápravami | Servisní vozy             | ostatní vozy        | ostatní vozy        | ostatní vozy                  | ostatní vozy                  | ostatní vozy                  | ostatní vozy                  | ostatní vozy                  | ostatní vozy                  | Vozy se speciálním číslováním pro technické vlastnosti |
| 8 - s podvozky  | Servisní vozy             | ostatní vozy        | ostatní vozy        | ostatní vozy                  | ostatní vozy                  | ostatní vozy                  | ostatní vozy                  | ostatní vozy                  | ostatní vozy                  | Vozy se speciálním číslováním pro technické vlastnosti |

#### Výměnné režimy nákladních vozů (stav a terminologie podle UIC)
Kódy 34 až 39 a 45 až 49 se týkají vozidel pro vnitrostátní použití.
- 01-02 RIV-EUROP, 2-3 nápravy, ve vlastnictví dráhy
- 03-04 RIV-EUROP, 2-3 nápravy, v soukromém vlastnictví
- 05-06 RIV-EUROP, 2-3 nápravy, pronajatý vůz
- 11-12 RIV-EUROP, 4 a více náprav, ve vlastnictví dráhy
- 13-14 RIV-EUROP, 4 a více náprav, v soukromém vlastnictví
- 15-16 RIV-EUROP, 4 a více náprav, pronajatý vůz
- 21-22 RIV, 2-3 nápravy, ve vlastnictví dráhy
- 23-24 RIV, 2-3 nápravy, v soukromém vlastnictví
- 25-26 RIV, 2-3 nápravy, pronajatý vůz
- 31-32 RIV, 4 a více náprav, ve vlastnictví dráhy
- 33-34 RIV, 4 a více náprav, v soukromém vlastnictví
- 35-36 RIV, 4 a více náprav, pronajatý vůz
- 40 vnitrostátní (nepodléhající RIV), 2-3 nápravy, servisní vůz
- 41-42 vnitrostátní (nepodléhající RIV), 2-3 nápravy, ve vlastnictví dráhy
- 43-44 vnitrostátní (nepodléhající RIV), 2-3 nápravy, soukromý vůz
- 45-46 vnitrostátní (nepodléhající RIV), 2-3 nápravy, pronajatý vůz
- 80 vnitrostátní (nepodléhající RIV), 4 a více náprav, servisní vůz
- 81-82 vnitrostátní (nepodléhající RIV), 4 a více náprav, ve vlastnictví dráhy
- 83-84 vnitrostátní (nepodléhající RIV), 4 a více nápravy soukromý vůz
- 85-86 vnitrostátní (nepodléhající RIV), 4 a více náprav, pronajatý vůz

#### Výměnné režimy osobních vozů (stav a terminologie podle UIC)
- 50 vnitrostátní (nepodléhající RIC)
- 51 pro mezinárodní provoz (RIC), pevný rozchod
- 52 pro mezinárodní provoz (RIC), měnitelný rozchod
- 61 vůz pro vlaky EuroCity, pevný rozchod
- 62 vůz pro vlaky EuroCity, měnitelný rozchod
- 65 vůz pro přepravu automobilů na vlacích osobní dopravy
- 71 lůžkový vůz, TEN, pevný rozchod
- 72 lůžkový vůz, TEN, měnitelný rozchod
- 73 vůz EuroCity, tlakotěsná skříň

#### Výměnné režimy hnacích a speciálních vozidel (stav a terminologie podle UIC)
- 90 jiné hnací vozidlo (historické)
- 91 elektrická lokomotiva
- 92 dieselová lokomotiva
- 93 vysokorychlostní elektrická jednotka
- 94 elektrická jednotka (kromě vysokorychlostních)
- 95 dieselová jednotka
- 96 přípojný/vložený/řídící vůz
- 97 posunovací elektrická lokomotiva

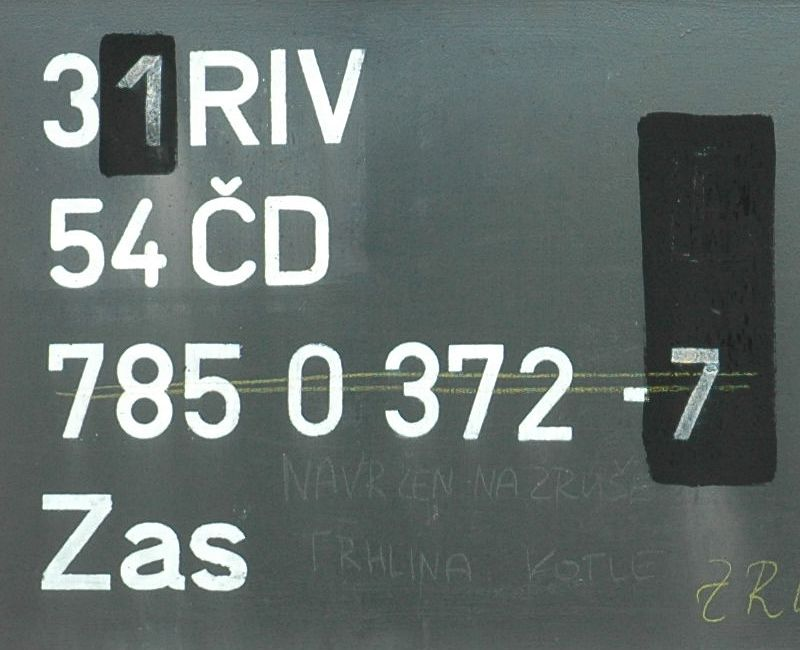
Starý způsob číselného označení vozu

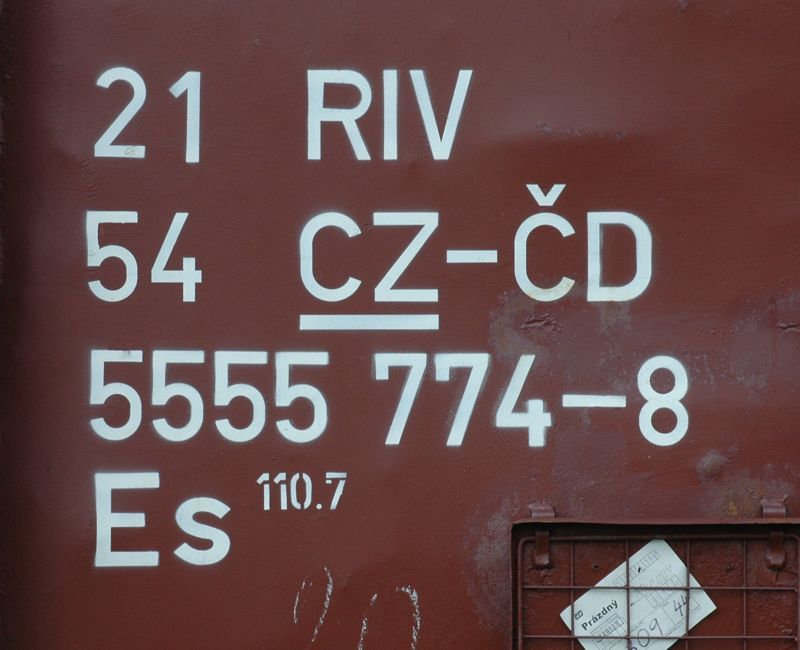
Nový způsob číselného označení vozu

- 98 posunovací motorová lokomotiva
- 99 vozidlo určené k údržbě

### 3. a 4. číslice: země, kde je vůz registrován (původně „železniční společnost“)
Dvojčíslí složené z 3. a 4. číslice dříve označovalo členskou železnici UIC, která vůz zařadila. Toto označení mělo být nejpozději do 31. prosince 2010 na všech vozech nahrazeno označením podle zemí (viz dále), do té doby bylo možné se ještě setkávat s číselným i písmenným kódem označujícím zařaditelskou železnici.
Nyní znamená kód země, ve které je vůz registrován. Při vyznačování čísla na voze se za ním uvede písmenný kód (zkratka) země (píše se podtrženě), za ním následuje pomlčka a zkratka držitele vozu VKM.
Příklady označení na voze (české zkratky držitelů viz Seznamu držitelů železničních vozidel registrovaných v Česku):
- České dráhy: 54 CZ-ČD
- Železničná spoločnosť Cargo Slovakia: 56 SK-ZSSKC
- PKP Cargo: 51 PL-PKPC
- Deutsche Bahn: 80 D-DB

Podle vyhlášky UIC 920-14 jsou kódy zemí určeny seznamem zveřejněným na webových stránkách UIC. Jsou rovněž vyjmenovány v TSI s vysvětlením, že kódy „třetích zemí“ (tedy nečlenů EU) jsou uvedeny pro informaci. Seznam zveřejněný UIC se od seznamu TSI liší, pokud jde o zkratky zemí. UIC přiřazuje
svému tradičnímu číselnému kódu dvoupísmennou zkratku shodnou se zkratkou uváděnou jako „alpha-2“ v normě ISO 3166-1, zatímco TSI uvádí zkratky jedno- až třípísmenné; rozdíly nastávají i u členských zemí EU.
Seznam číselných a písmenných kódů jednotlivých zemí a jejich dřívějších významů:
| Kód | Zkr. UIC | Zkr. TSI   | Země, kde je vůz registrován          | Dřívější význam: členská dráha UIC                                                          | Poznámka                                                      |
| --- | -------- | ---------- | ------------------------------------- | ------------------------------------------------------------------------------------------- | ------------------------------------------------------------- |
| 05  |          |            |                                       | ICF - Intercontainer & Interfrigo                                                           |                                                               |
| 06  |          |            |                                       | Stena Line Holland BV                                                                       |                                                               |
| 10  | FI       | FIN        | Finsko                                | VR - Valtionrautatiet                                                                       |                                                               |
| 12  |          |            |                                       | TF - Transfesa (Španělsko)                                                                  |                                                               |
| 14  |          |            |                                       | CIWL* - Compagnie Internationale des Wagons-Lits (Francie, mezinárodní park lůžkových vozů) |                                                               |
| 20  | RU       | RUS        | Rusko                                 | RZD - Rossijskije Železnyje Dorogi                                                          | předtím do svého zániku železnice SSSR                        |
| 21  | BY       | BY         | Bělorusko                             | BCZ - Bjelorusskaja Železnaja Doroga                                                        |                                                               |
| 22  | UA       | UA         | Ukrajina                              | UZ - UkrZaliznyza                                                                           |                                                               |
| 23  | MD       | MD         | Moldavsko                             | CFM - Caile Ferate Moldova                                                                  |                                                               |
| 24  | LT       | LT         | Litva                                 | LG - Lietuvos Geležinkeliai                                                                 |                                                               |
| 25  | LV       | LV         | Lotyšsko                              | LDZ - Latvijas Dzelzceļš                                                                    |                                                               |
| 26  | EE       | EST        | Estonsko                              | EVR - Eesti Raudtee                                                                         |                                                               |
| 27  | KZ       | KZ         | Kazachstán                            | KTZ                                                                                         |                                                               |
| 28  | GE       | GE         | Gruzie                                | GR                                                                                          |                                                               |
| 29  | UZ       | UZ         | Uzbekistán                            | SAZ                                                                                         |                                                               |
| 30  | KP       | PRK        | Severní Korea                         | KNDR - Zosun Minzuzui Inmingonghoagug                                                       |                                                               |
| 31  | MN       | MGL        | Mongolsko                             | MNR - Mongolin Tomor Zam                                                                    |                                                               |
| 32  | VN       | VN         | Vietnam                               | DSVN - Dung Sat Viet-Nam                                                                    |                                                               |
| 33  | CN       | RC         | Čína                                  | KNR - Zhung Guo Tie Lu                                                                      |                                                               |
| 34* |          |            |                                       | TRAVYS - Transports Vallée de Joux, Yverdon-les-Bains, Ste. Croix (dříve PBr) (Švýcarsko)   |                                                               |
| 34* |          |            |                                       | StLB - Steiermärkische Landesbahnen (Rakousko)                                              |                                                               |
| 34* |          |            |                                       | OHJ+HTJ (Dánsko)                                                                            |                                                               |
| 35* |          |            |                                       | TRN - Transports Régionaux Neuchâteloises (Švýcarsko)                                       |                                                               |
| 35* |          |            |                                       | LJ (Dánsko)                                                                                 |                                                               |
| 36* |          |            |                                       | CJ - Chemins de fer du Jura a tpf - Transports Publics Fribourgeois (Švýcarsko)             |                                                               |
| 37* |          |            |                                       | TMR - Transports de Martigny et Régions SA (původně STB) (Švýcarsko)                        |                                                               |
| 37* |          |            |                                       | WLB - Wiener Lokalbahnen (Rakousko)                                                         |                                                               |
| 38* |          |            |                                       | RM - Regionalverkehr Mittelland (dříve EBT/SMB/VHB) (Švýcarsko)                             |                                                               |
| 39* |          |            |                                       | LSE - Luzern-Stans-Engelberg (Švýcarsko)                                                    |                                                               |
| 40  | CU       | CU         | Kuba                                  | FC - Ferrocariles de Cuba                                                                   |                                                               |
| 41  | AL       | AL         | Albánie                               | HSH - Hekurudhe e Shqiperise                                                                |                                                               |
| 42  | JP       | J          | Japonsko                              | JR - Japan Rail                                                                             |                                                               |
| 43* |          |            |                                       | GySEV - Győr-Sopron-Ebenfurti Vasút (Maďarsko/Rakousko)                                     |                                                               |
| 44  | BA       | BIH (2006) | Bosna a Hercegovina (Rep. srbská)     | ZRS - Zeljeznice Republike Srpske (Bosna a Hercegovina)                                     | TSI 2012 již neuvádí                                          |
| 45* |          |            |                                       | SZU - Sihltal-Zürich-Üetliberg (Švýcarsko)                                                  |                                                               |
| 45* |          |            |                                       | GKE - Graz-Köflacher Eisenbahn (Rakousko)                                                   |                                                               |
| 46* |          |            |                                       | MThB - Mittelthurgaubahn (Švýcarsko)                                                        |                                                               |
| 47* |          |            |                                       | THURBO (Švýcarsko)                                                                          |                                                               |
| 48* |          |            |                                       | SOB - Schweizerische Südostbahn (Švýcarsko)                                                 |                                                               |
| 49  | BA       | BIH        | Bosna a Hercegovina                   | RHB - Rorschach-Heiden-Bergbahn (Švýcarsko)                                                 |                                                               |
| 50  | BA       |            | Bosna a Hercegovina (m.-ch. federace) | ZBH - Željeznice Bosne i Hercegovine                                                        | původně do svého zániku Deutsche Reichsbahn (NDR)             |
| 51  | PL       | PL         | Polsko                                | PKP - Polskie Koleje Państwowe                                                              |                                                               |
| 52  | BG       | BG         | Bulharsko                             | BDŽ - Bulgarski Duržavni Železnici                                                          |                                                               |
| 53  | RO       | RO         | Rumunsko                              | CFR - Caile Ferate Romane                                                                   |                                                               |
| 54  | CZ       | CZ         | Česko                                 | ČD - České dráhy                                                                            | předtím do svého zániku ČSD                                   |
| 55  | HU       | H          | Maďarsko                              | MÁV - Magyar Államvasutak                                                                   |                                                               |
| 56  | SK       | SK         | Slovensko                             | ŽSSK - Železničná spoločnosť Slovensko                                                      |                                                               |
| 57  | AZ       | AZ         | Ázerbájdžán                           | AZ                                                                                          |                                                               |
| 58  | AM       | AM         | Arménie                               | ARM                                                                                         |                                                               |
| 59  | KG       | KS         | Kyrgyzstán                            | KRG                                                                                         |                                                               |
| 60  | IE       | IRL        | Irsko                                 | IE - Iarnród Éireann                                                                        |                                                               |
| 61  | KR       | ROK        | Jižní Korea                           | KNR                                                                                         |                                                               |
| 62  | ME       | MNE        | Černá Hora                            | SP - SwissRailCargo-Köln (Švýcarsko)                                                        | TSI (2006) ještě nezná. Ve skutečnosti se užívá zkratka „CG“. |
| 63* |          |            |                                       | BLS - Lötschbergbahn (Švýcarsko)                                                            |                                                               |
| 64* |          |            |                                       | FNM - Ferrovie Nord-Milano (Itálie)                                                         |                                                               |
| 65  | MK       | MK         | Severní Makedonie                     | MZ - Makedonski Železnici                                                                   |                                                               |
| 66  | TJ       | TJ         | Tádžikistán                           | TZD                                                                                         |                                                               |
| 67  | TM       | TM         | Turkmenistán                          | TRK                                                                                         |                                                               |
| 68* |          |            |                                       | BE AEE - Bentheimer/Ahaus-Enscheder Eisenbahn (Německo,Holandsko)                           |                                                               |
| 69* |          |            |                                       | Eurotunnel (Spojené království/Francie)                                                     |                                                               |
| 70  | GB       | GB         | Spojené království                    | British Railways                                                                            |                                                               |
| 71  | ES       | E          | Španělsko                             | RENFE - Red Nacional de los Ferrocarriles Españoles                                         |                                                               |
| 72  | RS       | SRB        | Srbsko                                | JZ - Zajednica Jugoslovenskih Zeleznica                                                     | podle TSI (2006) ještě SCG = Srbsko a Černá Hora              |
| 73  | GR       | GR         | Řecko                                 | OSE - Organismós Sidhrodrómon Elládas                                                       |                                                               |
| 74  | SE       | SE         | Švédsko                               | SJ - Statens Järnvägar                                                                      |                                                               |
| 75  | TR       | TR         | Turecko                               | TCDD - Turkiye Cumhuriyeti Devlet Demiryollari Isletmesi                                    |                                                               |
| 76  | NO       | N          | Norsko                                | NSB - Norges Statsbaner                                                                     |                                                               |
| 78  | HR       | HR         | Chorvatsko                            | HZ - Hrvatske Željeznice                                                                    |                                                               |
| 79  | SI       | SLO        | Slovinsko                             | SZ - Slovenske Železnice                                                                    |                                                               |
| 80  | DE       | D          | Německo                               | DB - Deutsche Bahn AG                                                                       | železnice někdejší NDR: viz kód 50                            |
| 81  | AT       | A          | Rakousko                              | ÖBB - Österreichische Bundesbahnen                                                          | zahrnuje i Lichtenštejnsko                                    |
| 82  | LU       | L          | Lucembursko                           | CFL - Société Nationale des Chemins de Fer Luxemburgeois                                    |                                                               |
| 83  | IT       | I          | Itálie                                | FS - Ferrovie dello Stato                                                                   | zahrnuje i Vatikán                                            |
| 84  | NL       | NL         | Nizozemsko                            | NS - Nederlandse Spoorwegen                                                                 |                                                               |
| 85  | CH       | CH         | Švýcarsko                             | SBB CFF FFS - Schweizerische Bundesbahnen                                                   |                                                               |
| 86  | DK       | DK         | Dánsko                                | DSB - Danske Statsbaner                                                                     |                                                               |
| 87  | FR       | F          | Francie                               | SNCF - Société Nationale des Chemins de fer Français                                        |                                                               |
| 88  | BE       | B          | Belgie                                | SNCB - Société Nationale des Chemins de fer Belges                                          |                                                               |
| 89  |          |            |                                       | ZBH - Zeljeznice Bosne-Herzegovine (Bosna a Hercegovina)                                    |                                                               |
| 90  | EG       | ET         | Egypt                                 | ER - Egypt Railways                                                                         |                                                               |
| 91  | TN       | TN         | Tunisko                               | SNCFT - Société Nationale des Chemins de fer Tunisiens                                      |                                                               |
| 92  | DZ       | DZ         | Alžírsko                              | SNTF - Société Nationale des Transports Ferroviaires                                        |                                                               |
| 93  | MA       | MA         | Maroko                                | ONCFM - Office National des Chemins de fer du Maroc                                         |                                                               |
| 94  | PT       | P          | Portugalsko                           | CP - Caminhos de Ferro Portugueses                                                          |                                                               |
| 95  | IL       | IL         | Izrael                                | IR - Israel Railways                                                                        |                                                               |
| 96  | IR       | IR         | Írán                                  | RAI - Rahahane Djjomhouriye Eslami Iran                                                     |                                                               |
| 97  | SY       | SYR        | Sýrie                                 | CFS - Administration Generale des Chemins de Fer Syriens                                    |                                                               |
| 98  | LB       | RL         | Libanon                               | CEL - Office des Chemins de fer de l'État Libanais                                          |                                                               |
| 99  | IQ       | IRQ        | Irák                                  | IRR                                                                                         |                                                               |

„*“ - za kódem společnosti: tzv. soukromý dopravce

### 5. a 6. číslice - nákladní: typ vozu
- 00-09 T - vůz s odklopnou střechou
- 10-19 G - krytý vůz běžné stavby
- 20-29 H - krytý vůz zvláštní stavby
- 3? O - smíšený vůz plošinový–otevřený běžné stavby
- 30-34 K - plošinový vůz běžné stavby s nezávislými nápravami
- 35-39 R - plošinový vůz běžné stavby, podvozkový
- 40-44 L - plošinový vůz zvláštní stavby s nezávislými nápravami
- 45-49 S - plošinový vůz zvláštní stavby, podvozkový
- 50-55 E - otevřený vůz běžné stavby
- 56-58 T - vůz s odklopnou střechou (dříve)
- 59 E - otevřený vůz běžné stavby
- 60-69 F - otevřený vůz zvláštní stavby
- 70-79 Z - kotlový (cisternový) vůz
- 80-89 I - chladicí n. izotermický vůz
- 90-99 U - speciální vůz

### 5. a 6. číslice – osobní: typ vozu
- 00 soukromý poštovní vůz
- 06 soukromý lůžkový vůz
- 07 soukromý lůžkový vůz
- 08 soukromý jídelní vůz
- 09 soukromý vůz pro zvláštní účely
- 10 vůz 1. třídy s 10 oddíly nebo 20-21 řadami
- 11 vůz 1. třídy s 11 oddíly nebo 22-23 řadami
- 12 vůz 1. třídy s 12 oddíly nebo 24-25 řadami
- 13 vůz 1. třídy, 3 nápravy
- 14 vůz 1. třídy, 2 nápravy
- 17 vůz 1. třídy s 7 oddíly nebo 14-15 řadami
- 18 vůz 1. třídy s 8 oddíly nebo 16-17 řadami
- 19 vůz 1. třídy s 9 oddíly nebo 18-19 řadami
- 20 vůz 2. třídy s 10 oddíly nebo 20-21 řadami
- 21 vůz 2. třídy s 11 oddíly nebo 22-23 řadami
- 22 vůz 2. třídy s 12 oddíly nebo 24-25 řadami
- 23 vůz 2. třídy, 3 nápravy
- 24 vůz 2. třídy, 2 nápravy
- 26 vůz 2. třídy, patrový
- 27 vůz 2. třídy s 7 oddíly nebo 14-15 řadami
- 28 vůz 2. třídy s 8 oddíly nebo 16-17 řadami
- 29 vůz 2. třídy s 9 oddíly nebo 18-19 řadami
- 30 vůz 1. a 2. třídy s 10 oddíly nebo 20-21 řadami
- 31 vůz 1. a 2. třídy s 11 oddíly nebo 22-23 řadami
- 32 vůz 1. a 2. třídy s 12 oddíly nebo 24-25 řadami
- 33 vůz 1. a 2. třídy, 3 nápravy
- 34 vůz 1. a 2. třídy, 2 nápravy
- 36 vůz 1. a 2. třídy patrový
- 37 vůz 1. a 2. třídy s 7 oddíly nebo 14-15 řadami
- 38 vůz 1. a 2. třídy s 8 oddíly nebo 16-17 řadami
- 39 vůz 1. a 2. třídy s 9 oddíly nebo 18-19 řadami
- 40 lehátkový vůz 1. nebo 1. a 2. třídy s 10 oddíly
- 41 lehátkový vůz 1. nebo 1. a 2. třídy s 11 oddíly
- 42 lehátkový vůz 1. nebo 1. a 2. třídy s 12 oddíly
- 43 lehátkový vůz 1. nebo 1. a 2. třídy, 3 oddíly v 1. a 5 ve 2.třídě
- 44 lehátkový vůz 1. nebo 1. a 2. třídy, 4 oddíly v 1. a 5 ve 2. třídě
- 45 lehátkový vůz 1. nebo 1. a 2. třídy, 5 oddíly v 1. a 3 ve 2. třídě
- 47 lehátkový vůz 1. nebo 1. a 2. třídy se 7 oddíly
- 48 lehátkový vůz 1. nebo 1. a 2. třídy s 8 oddíly
- 49 lehátkový vůz 1. nebo 1. a 2. třídy s 9 oddíly
- 50 lehátkový vůz 2. třídy s 10 oddíly
- 51 lehátkový vůz 2. třídy s 11 oddíly
- 52 lehátkový vůz 2. třídy s 12 oddíly
- 53 lehátkový vůz 2. třídy s 10 1/2 oddíly
- 54 lehátkový vůz 2. třídy s 11 1/2 oddíly
- 57 lehátkový vůz 2. třídy s 7 oddíly
- 58 lehátkový vůz 2. třídy s 8 oddíly
- 59 lehátkový vůz 2. třídy s 9 oddíly
- 60 lůžkový vůz s 10 oddíly
- 61 lůžkový vůz s 11 oddíly
- 62 lůžkový vůz s 12 oddíly
- 63 lůžkový vůz s 9 oddíly
- 64 lůžkový vůz s 10 oddíly
- 67 lůžkový vůz s 7 oddíly
- 68 lůžkový vůz s 8 oddíly
- 69 lůžkový vůz s 9 oddíly
- 70 lůžkový vůz ex-TEN s 10 oddíly
- 71 lůžkový vůz ex-TEN s 11 oddíly
- 72 lůžkový vůz ex-TEN s 12 oddíly
- 73 lůžkový vůz ex-TEN s 10 oddíly
- 74 lůžkový vůz ex-TEN s 11 oddíly
- 77 lůžkový vůz ex-TEN s 7 oddíly
- 78 lůžkový vůz ex-TEN s 8 oddíly
- 79 lůžkový vůz ex-TEN s 9 oddíly
- 80 Nemocniční vůz
- 81 vůz 1. nebo 1. a 2. třídy se zavazadlovým oddílem
- 82 vůz 2. třídy se zavazadlovým oddílem
- 83 vůz 2. třídy se zavazadlovým oddílem, 2 nebo 3 nápravy
- 84 vůz 1. třídy s bufetovým n. barovým oddílem
- 85 vůz 2. třídy s bufetovým n. barovým oddílem
- 87 jídelní vůz se zavazadlovým oddělením
- 88 jídelní vůz
- 89 salónní vůz
- 90 poštovní vůz
- 91 zavazadlový n. poštovní vůz
- 92 zavazadlový vůz s postranní chodbičkou
- 93 zavazadlový vůz, 2 nebo 3 nápravy
- 94 zavazadlový n. poštovní vůz, 2 nebo 3 nápravy
- 95 zavazadlový vůz s postranní chodbičkou
- 96 vůz pro přepravu automobilů, 2 nápravy
- 97 vůz pro přepravu automobilů, 3 nápravy
- 98 vůz pro přepravu automobilů, 4 nápravy
- 99 měřicí n. speciální vůz

### 7. a 8. číslice – osobní: Rychlost a vytápění
- 00 : 120 km/h, 1000V~17 Hz & 1500V~50 Hz & 1500V= & 3000V=
- 03-04 : 120 km/h, 1000V~17 Hz
- 05 : 120 km/h, 1500V~50 Hz
- 06 : 120 km/h, 1000V~17 Hz & 1500V~50 Hz & 1500V=
- 07 : 120 km/h, 1500V~50 Hz & 1500V=
- 08-09 : 120 km/h, 3000V=
- 10 : 120 km/h, parní & 1000V~17 Hz & 1500V~50 Hz & 1500V= & 3000V=
- 11-15 : 120 km/h, parní & 1000V~17 Hz
- 16 : 120 km/h, parní & 1000V~17 Hz & 1500V~50 Hz & 1500V=
- 17 : 120 km/h, parní & 1500V~50 Hz & 1500V=
- 18-19 : 120 km/h, parní & 3000V=
- 20-25 : 120 km/h, pouze parní
- 26-28 : 120 km/h, parní & 1500V~50 Hz
- 29 : 120 km/h, samostatné vytápění
- 30 : 140 km/h, 1000V~17 Hz & 1500V~50 Hz & 1500V= & 3000V=
- 33-35 : 140 km/h, 1000V~17 Hz
- 36 : 140 km/h, 1000V~17 Hz & 1500V~50 Hz & 1500V=
- 37 : 140 km/h, 1500V~50 Hz & 1500V=
- 38 : 140 km/h, 3000V=
- 39 : 140 km/h, 1000V~17 Hz & 3000V=
- 40-42 : 140 km/h, parní & 1000V~17 Hz & 1500V~50 Hz & 1500V= & 3000V=
- 43 45 : 140 km/h, parní & 1000V~17 Hz
- 46 : 140 km/h, parní & 1000V~17 Hz & 1500V~50 Hz & 1500V=
- 47 : 140 km/h, parní & 1500V~50 Hz & 1500V=
- 48 : 140 km/h, parní & 3000V=
- 50-52 : 140 km/h, parní & 1000V~17 Hz & 1500V~50 Hz & 1500V= & 3000V=
- 53-54 : 140 km/h, parní & 1000V~17 Hz
- 56 : 140 km/h, parní & 1000V~17 Hz & 1500V~50 Hz & 1500V=
- 57 : 140 km/h, parní & 1500V~50 Hz & 1500V=
- 58 : 140 km/h, parní & 3000V=
- 59 : 140 km/h, parní & 1000V~17 Hz & 3000V=
- 60-68 : 140 km/h, pouze parní
- 69 : 140 km/h, samostatné vytápění
- 70-71 : 160 km/h, 1000V~17 Hz & 1500V~50 Hz & 1500V= & 3000V=
- 73 : 160 km/h, 1000V~17 Hz
- 74 : 160 km/h, 1500V~50 Hz & 1500V=
- 75 : 160 km/h, 1000V~17 Hz
- 76 : 160 km/h, 1000V~17 Hz & 1500V~50 Hz & 1500V=
- 77 : 160 km/h, 1500V~50 Hz & 1500V=
- 78-79 : 160 km/h, 3000V=
- 80-81 : 160 km/h, parní & 1000V~17 Hz & 1500V~50 Hz & 1500V= & 3000V=
- 84 : 160 km/h, pouze parní
- 85 : 160 km/h, parní & 1000V~17 Hz
- 86 : 160 km/h, parní & 1000V~17 Hz & 1500V~50 Hz & 1500V=
- 87 : 160 km/h, parní & 1500V~50 Hz & 1500V=
- 88 : 160 km/h, parní & 3000V=
- 89 : 160 km/h, samostatné vytápění
- 90-91 : 200 km/h, 1000V~17 Hz & 1500V~50 Hz & 1500V= & 3000V=
- 92 : 200 km/h, parní & 1000V~17 Hz & 1500V~50 Hz & 1500V= & 3000V=
- 93 : 200 km/h, parní & 1000V~17 Hz
- 94-95 : 200 km/h, 1000V~17 Hz
- 96 : 200 km/h, 1000V~17 Hz & 1500V~50 Hz & 1500V=
- 97 : 200 km/h, 1500V~50 Hz & 1500V=
- 98 : 200 km/h, 3000V=
- 99 : 200 km/h, samostatné vytápění

### 9. až 11. číslice: pořadové číslo
TSI 2006 předpokládaly používání pořadových čísel 001 až 999. Před jejich vyhlášením bylo běžné číslovat od 000, aby interval mohl obsahovat celou tisícovku vozidel. TSI 2012 se k tomu zase vrátily.
Starý způsob číslování UIC před rokem 2004 zahrnoval u nákladních vozů do pořadového čísla i 8. číslici. Typograficky byla oddělována z obou stran mezerami a u méně početných řad se podle potřeby užívala k podrobnějšímu odlišení typu.

### 12. číslice: kontrolní
Kontrolní číslice je určena Luhnovým algoritmem. Její pomocí je možno kontrolovat správný přenos standardního čísla, případně dopočítat nečitelnou nebo chybějící číslici.
1. Číslice na lichých místech (1., 3. atd.) vynásobte dvěma, číslice na sudých místech nechte tak, jak jsou,
2. pokud vám někde vynásobením dvěma vzniklo dvoumístné číslo, nahraďte ho jeho ciferným součtem,
3. všech jedenáct výsledných číslic sečtěte,
4. výsledek odečtěte od nejbližšího vyššího čísla dělitelného deseti,
5. a vyšla vám kontrolní číslice.